# 丸龜製麵

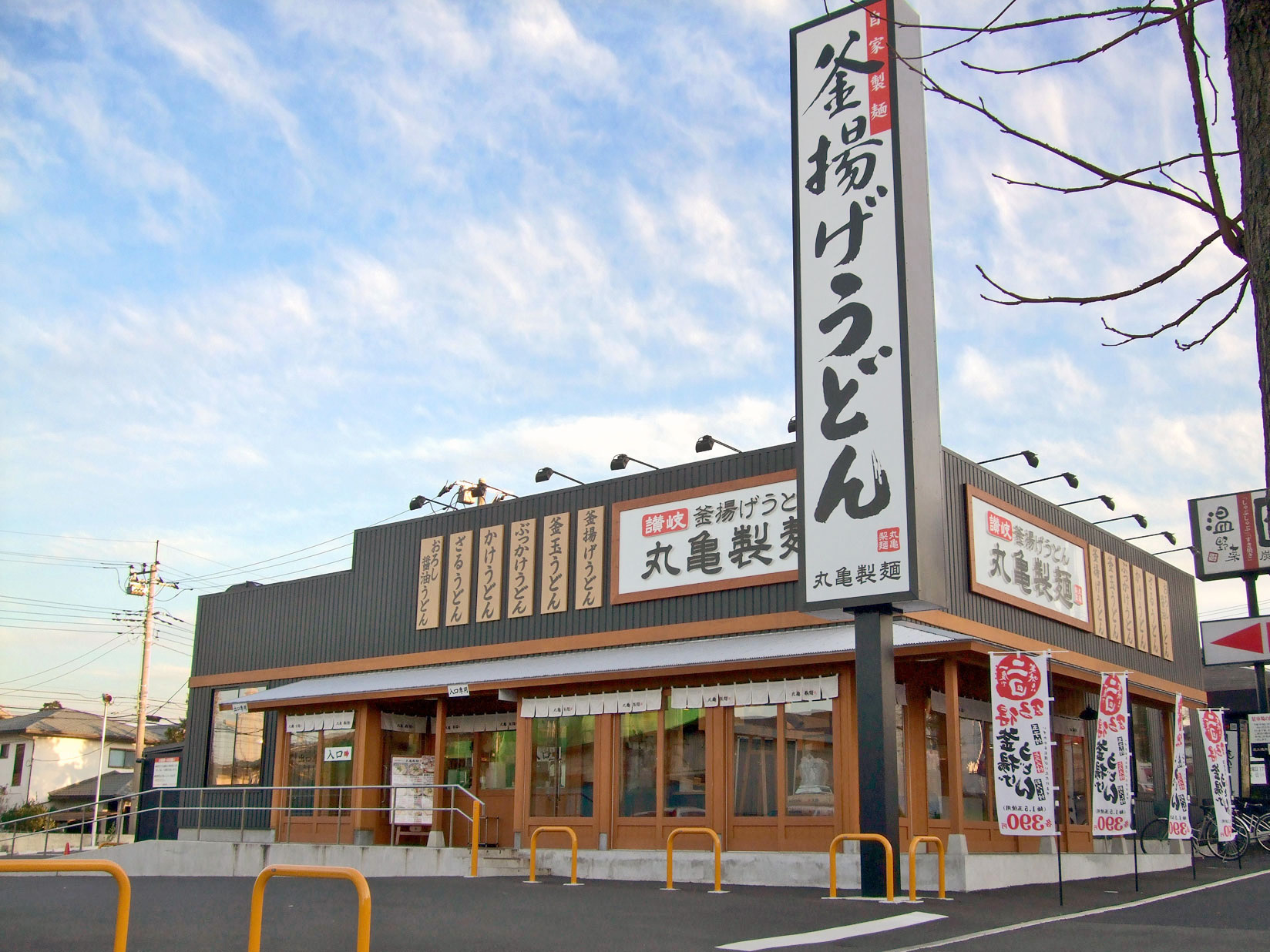
日本千葉縣松户市的分店

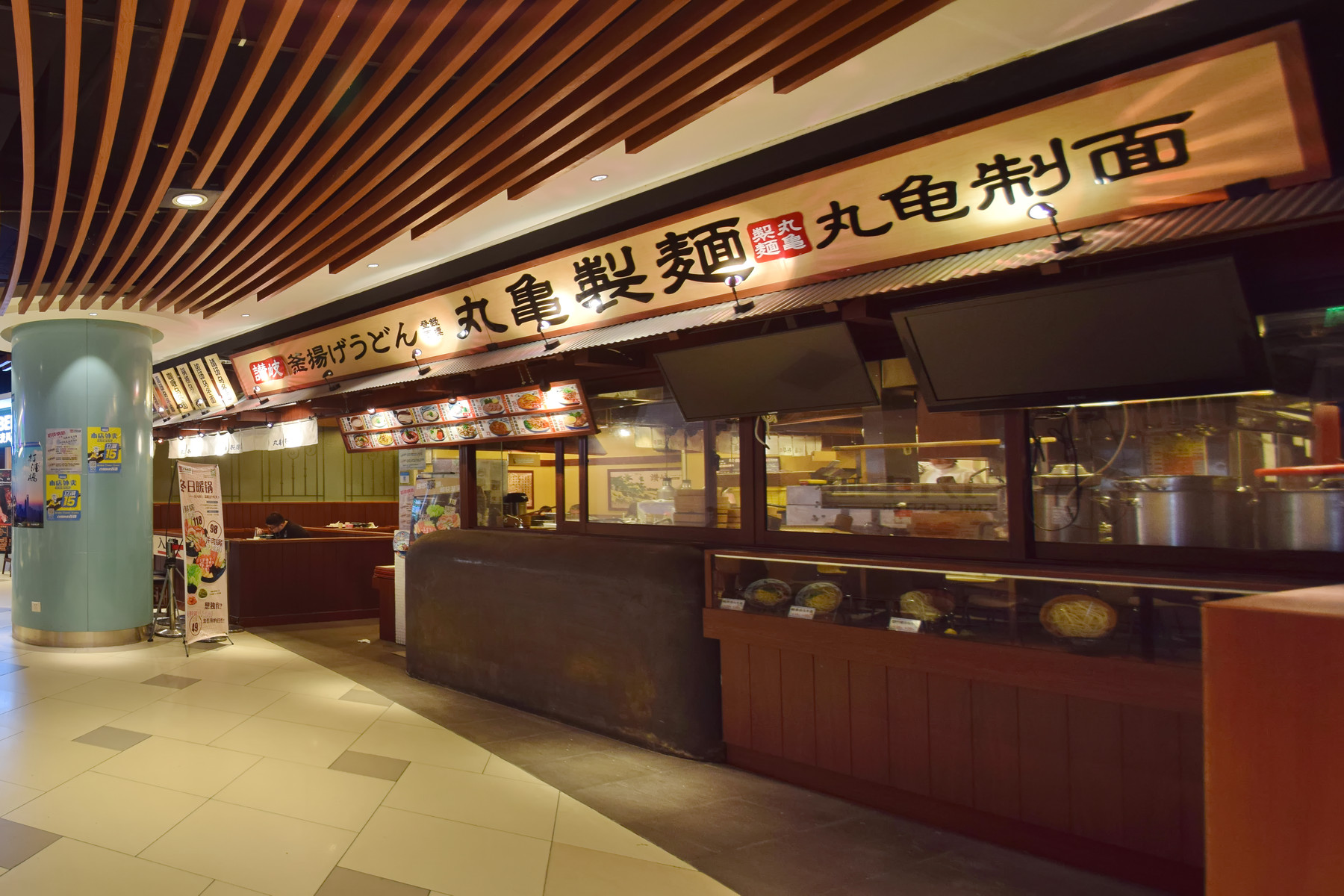
中國上海日月光中心分店

丸龜製麵（日语：／ Marugame Seimen）是日本大型跨國烏龍麵連鎖店，母公司是東利多株式会社。分店數量正在以每年120家以上的速度增長。2000年11月一號店在日本兵庫縣加古川市開業。母公司於2017年收購香港譚仔雲南米線及譚仔三哥米線。

## 分店

### 日本海外

#### 香港
「香港丸龜製麵」屬於「東利多和頤控股有限公司（Toridoll and Heyi Holding Limited）」的品牌。「東利多和頤控股有限公司」由日資「株式會社東利多控股（Toridoll Holdings Corporation）」與中資「和易集團控股有限公司（Heyi Group Holding Limited）」合作經營，其中「株式會社東利多控股」佔 37% 股份，後者佔餘下 63% 股份。
2023年11月，譚仔國際與株式會社東利多控股達成協議，在香港經營丸龜製麵餐廳業務。

2024年11月，譚仔國際收購持有香港丸龜製麵100%股權的東利多和頤控股，作價410萬港元。另外，譚仔國際會代表香港丸龜製麵償還股東貸款合共約840萬港元。

#### 台灣
台灣丸龜製麵是由「香港商東利多控股有限公司」成立的「台灣東利多股份有限公司」經營，於2013年在新光三越台北信義新天地A8開出第一家店。

## 電視廣告出演者
- 武井壮（2014年）
- 小澤真珠（2015年）
- 水熊蟲（2015年）
- 檀麗（2015年 - 2018年）[6]
- 松岡茉優（2018年 - 2019年）[7]
  - 齊藤慎二
  - 藤本敏史
  - 山内健司
  - 吉田有里
  - 宮川大輔
  - 齋藤司
- 森本玲夫（2019年）
- 清野菜名（2019年 - ）
- 田所梓（2020年）
- 木村良平（2020年）
- 西山心（2021年）
- 東京小子 (2021年 - )
- 泉川實穗(2021年-)

## 爭議
2023年5月21，有顧客到丸龜制麵長崎縣諫早市分店用餐，點了份丸龜新產品辛辣擔擔沙拉烏龍麵搖搖杯，食用完畢後才在杯底發現一隻活青蛙。丸龜製麵表示搖搖杯產品之所以會出現青蛙，判斷可能是來自原材料蔬菜加工廠。公司在接受所在地保健所指導的同時，會對業務往來的所有生菜工廠進行現地檢查。並透過官網公布道歉聲明，表示誠摯面對這次發生的事態，將努力防止類似情況再度發生。